# Roztoky (obwód czerniowiecki)
Roztoky (ukr. Розтоки) – wieś na Ukrainie, w obwodzie czerniowieckim, w rejonie wyżnickim, nad Czeremoszem. W 2001 roku liczyła 1496 mieszkańców.